# 廣淵升彦
広淵 升彦（ひろぶち ますひこ、1933年（昭和8年） - 2023年（令和5年）4月10日）は、日本のジャーナリスト、国際ジャーナリスト。元共栄大学特任教授。
戸籍名は新字体の「広淵」であるが、旧字体の「廣淵」表記も見られる。

## 来歴
和歌山県出身。東京大学文学部卒業。
テレビ朝日ニューヨーク・ロンドン両支局長、ニュースキャスター、関東学院大学講師、湘南短期大学客員教授、横須賀市教育長などを歴任。
『スヌーピーたちのアメリカ』（新潮社）、『スヌーピーと仲間たちの心と時代』（講談社、のちに『スヌーピーたちの心と時代』と改題）、『スヌーピーたちの言葉は泉のように』（講談社）などの著作を通じて、Peanuts に見られるアメリカ人のエートスの研究を行った。
大学では「国際コミュニケーション論」「アメリカ文化論」「マスコミュニケーション論」「スヌーピーたちの英語」などの講義を担当していた。 
2023年4月10日死去。89歳没。 

## 著作

### 著書
- 『首はヨコにふってもイエス』 サイマル出版会 1982年
- 『スヌーピーたちのアメリカ』 新潮社 1993年 ISBN 4103937017
- 『スヌーピーと仲間たちの心と時代』 講談社 1995年 ISBN 4062078635
- 『スヌーピーたちの言葉は泉のように』 講談社 1996年 ISBN 4062084775
- 『スヌーピーたちの心と時代』 講談社 2000年 ISBN 4062564718（『スヌーピーと仲間たちの心と時代』の増訂版）

### 訳書
- アンソニー・サンプソン『最新英国の解剖 - 民主主義の危機』 同文書院インターナショナル 1993年 ISBN 4810380122
- シェーン・マーフィー『アチーヴメント・ゾーン』 文藝春秋 1997年 ISBN 4163522808